# Jean-Pierre Hémard
Jean-Pierre Hémard (ur. 4 lipca 1917 roku, zm. 2 lipca 1982 roku) – francuski kierowca wyścigowy.

## Kariera
W wyścigach samochodowych Hémard startował głównie w wyścigach zaliczanych do klasyfikacji Mistrzostw Świata Samochodów Sportowych. W latach 1949-1957 Francuz pojawiał się w stawce 24-godzinnego wyścigu Le Mans. W drugim sezonie startów uplasował się na drugiej pozycji w klasie S 750 (22 w klasyfikacji generalnej). Sukces ten powtórzył rok później. W sezonie 1952 odniósł zwycięstwo w klasie S 750, a w klasyfikacji generalnej został sklasyfikowany na czternastym miejscu. W kolejnych latach startów w klasie S 750 trzykrotnie stawał na podium. Był trzeci w 1955 i 1957 oraz drugi w sezonie 1954.